# Béisbol en los XXI Juegos Centroamericanos y del Caribe
Se detallan los resultados de las competiciones deportivas para la especialidad de Béisbol
en los XXI Juegos Centroamericanos y del Caribe.

## Medallero Final
País anfitrión en negrilla. La tabla se encuentra ordenada por la cantidad de medallas de oro.
| Núm.  | País                 | Oro | Plata | Bronce | Total | Orden por Total |
| ----- | -------------------- | --- | ----- | ------ | ----- | --------------- |
| 1     | República Dominicana | 1   | 0     | 0      | 1     | 1               |
| 2     | México               | 0   | 1     | 0      | 1     | 1               |
| 3     | Nicaragua            | 0   | 0     | 1      | 1     | 1               |
| TOTAL | TOTAL                | 1   | 1     | 1      | 3     |                 |

## Torneo Masculino

### Primera Ronda
| Grupo A               | G | P | CA | CR |
| --------------------- | - | - | -- | -- |
| Puerto Rico           | 4 | 0 | 24 | 2  |
| República Dominicana  | 2 | 1 | 19 | 5  |
| México                | 3 | 1 | 14 | 8  |
| Nicaragua             | 3 | 1 | 14 | 12 |
| Venezuela             | 3 | 2 | 35 | 6  |
| Panamá                | 2 | 3 | 17 | 15 |
| Guatemala             | 1 | 3 | 7  | 50 |
| Antillas Neerlandesas | 0 | 3 | 4  | 17 |
| Islas Vírgenes USA    | 0 | 4 | 6  | 25 |

### Resultados
| Fecha       | Ganador              | Resultado | Perdedor              |
| ----------- | -------------------- | --------- | --------------------- |
| 20 de julio | Puerto Rico          | 9-0       | Guatemala             |
| 21 de julio | República Dominicana | 10-1      | Nicaragua             |
| 21 de julio | Panamá               | 1-0       | Islas Vírgenes USA    |
| 21 de julio | Puerto Rico          | 3-2       | Venezuela             |
| 22 de julio | Guatemala            | 7-6       | Islas Vírgenes USA    |
| 22 de julio | Puerto Rico          | 6-0       | Panamá                |
| 23 de julio | Venezuela            | 20-0      | Guatemala             |
| 23 de julio | Nicaragua            | 6-0       | Antillas Neerlandesas |
| 24 de julio | Nicaragua            | 5-2       | México                |
| 24 de julio | Panamá               | 15-0      | Nicaragua             |
| 24 de julio | República Dominicana | 8-2       | Antillas Neerlandesas |
| 24 de julio | Venezuela            | 2-1       | Panamá                |
| 24 de julio | Venezuela            | 11-0      | Islas Vírgenes USA    |
| 25 de julio | México               | 3-2       | Antillas Neerlandesas |
| 25 de julio | México               | 2-1       | República Dominicana  |
| 25 de julio | Puerto Rico          | 6-0       | Islas Vírgenes USA    |
| 26 de julio | México               | 7-0       | Panamá                |
| 26 de julio | Nicaragua            | 2-0       | Venezuela             |

### Finales
| Juego       | Fecha       | Ganador              | Resultado | Perdedor    | Hecho                               |
| ----------- | ----------- | -------------------- | --------- | ----------- | ----------------------------------- |
| Semifinal 1 | 27 de julio | México               | 1-0       | Puerto Rico | México disputa el oro               |
| Semifinal 2 | 27 de julio | República Dominicana | 6-5       | Nicaragua   | República Dominicana disputa el oro |
| Bronce      | 28 de julio | Nicaragua            | 7-6       | Puerto Rico | Nicaragua obtiene el bronce         |
| Oro         | 28 de julio | República Dominicana | 3-2       | México      | República Dominicana obtiene el oro |